# Semionovskaïa (métro de Moscou)
Semionovskaïa (en russe : Семёновская et en anglais : Semyonovskaya), est une station de la ligne Arbatsko-Pokrovskaïa (ligne 3 bleue) du métro de Moscou, située sur le territoire du raïon Sokolinaïa Gora dans le district administratif est de Moscou.

## Situation sur le réseau
Établie en souterrain, à 40 mètres sous le niveau du sol, la station Semionovskaïa est située au point 0102+03 de la ligne Arbatsko-Pokrovskaïa (ligne 3 bleue), entre les stations Partizanskaïa (en direction de Chtchiolkovskaïa), et Elektrozavodskaïa (en direction de Piatnitskoïe chosse).

## Histoire
La station Semionovskaïa est mise en service le 18 janvier 1944, lors de l'ouverture à l'exploitation de la section de Kourskaïa à Partizanskaïa.